# كراسنودار رورا
كراسنودار رورا (23 مارس 1945 - 12 نوفمبر 2020)، هو لاعب كرة قدم محترف ومدير كرواتي.

## روابط خارجية
- الملف الشخصي على الموقع الرسمي لاتحاد كرة القدم في صربيا